# 럭킹케이
럭킹케이(영어:Lucking K, 출연:가람풍수, 생년월일입력, 대한민국 사주 분석 전문가이며 네이버 엑스퍼트 사주 궁합분야의 상위권)는 유튜브 유명 밈, 대한민국의 유명 콘텐츠(K-pop, K-drama, K-movie, K-sports 등) 리뷰 및 사주 분석 채널이다. 주로 K-pop의 아이돌, 한국 드라마나 영화 속 주인공, 운동선수 등을 위주로 다루는데, 기존 사주, 명리학, 신점 등의 채널과 다르게 트렌디하고 주제가 매우 신선하여 구독자 대비 조회수가 매우 높게 집계되었다. 2023년 2월 21일 채널 런칭 예고편으로 시작하여 2023년 3월 1일 보이즈플래닛편으로 첫 회가 방영되었다.

## 채널형식
유튜브 럭킹케이의 대부분의 주제는 대한민국의 콘텐츠 속에 들어있다. 컴백을 기다리는 아이돌 그룹부터 넷플릭스 오리지널, 영화, 주말 드라마, 일일 연속극 등 대부분의 카테고리를 수용한다. 유튜브 채널에 2023년 2월 21일에 첫 영상이 게시되었다.

## 콘텐츠 및 인물 분석 리스트
보이즈플래닛 - 수 많은 참가자들 중 상위권에 이름을 올린 성한빈, 김규빈, 김지웅, 이회택(후이), 한유진, 이다을의 사주를 분석했다. 이 들의 사주를 바탕으로 개인 별 데뷔하기 좋은 시기, 연예인으로써의 직업적합도 등 이색적인 분석을 진행하였다. 특히 이다을 연습생의 탈락을 암시하여 신빙성이 매우 높아졌다.

더 글로리 - 넷플릭스 오리지널 콘텐츠 / 더 글로리 part.1의 성공 이후 빠르게 part.2가 공개되었다. 더 글로리 part.2 공개 전 드라마로써 앞으로의 전개가 어떻게 될 것인가에 대한 분석을 위주로 하였다. 또한 part.2 의 성공을 예측하였으며, 이도현의 사주를 분석한 결과 연상의 여성과의 연애운이 들었기에 연상의 여자와 연애를 하면 좋겠다라며 운을 뗏는데, 이는 실제로 이루어졌다. [이도현(95년생), 임지연(90년생)의 열애설]

김민재 - SSC 나폴리의 3번 주전 CB이다. 김민재의 나폴리 이적 후 상승곡선이 한창 일 때 분석하였으며, 축구선수로써의 김민재, 대한민국 청년으로써의 김민재의 사주를 분석하였다. 2023년 1분기 기준으로 김민재의 이적설이 뜨거워지기 시작한 시점에서 만약 김민재가 이적을 한다면 나라별로 어떤 지역이 풍수지리학적으로 어울리는지 분석하고 제안한다. 한 나라에서 동쪽이 제일 잘 어울리며, 남쪽도 나쁘지 않다. 하지만 현재 김민재의 대운이 매우 좋기 때문에 굳이 신경쓰지 않아도 잘 될것이라 말하였다. 또한 김민재의 사주에서 가장 어울리는 색상은 붉은계열과 푸른계열이라 뮌헨, 맨유, 리버풀, 맨시티, 첼시, 바르셀로나 등 많은 팀들이 어울린다고 분석하였다.

트와이스 - 트와이스 멤버들의 전반적인 사주풀이와 궁합을 주제로 분석하였다. 특히 리더 지효의 계약운이 매우 훌륭한 것으로 나타났으며, 트와에스 멤버인 사나에겐 구설수가 있을 수 있으니 조심하는게 좋을 것이라고 조언한다. 이 콘텐츠에서는 트와이스가 "아무리 못해도 3년은 끄떡 없을 것"이라며 개인적인 견해를 비추었고 사주 궁합 부분에서 JYP의 수장 박진영 대표와 트와이스의 리더 지효의 서로간의 상생이 좋다는 평을 남기기도 했다. 전반적으로 멤버들의 예능과 관련 된 운이 좋은 편이라 평가했으며 특히 쯔위의 재물운이 강하게 자리잡고 있어 부를 축적할 수 있을 것이라 예측했다.

KBO - 두산 베어스의 감독 이승엽, 한화 이글스의 감독 수베로, 키움 히어로즈의 주목 받는 선수 이정후를 주제로 진행되었다. 주목할만한 점은 한화의 감독 수베로는 사주를 분석해 보았을 때 방황을 많이 하는 운세로 무언가를 했을 때 높은 성적을 받기에는 어려울 것이라 예견하였다. 두산의 감독 이승엽은 사주 상 대구 보다 비교적 북쪽에 위치한 서울에서 활동을 하는 것이 이승엽 본인에게 더 잘 맞을 것이라 예견하였다. 이유로는 이승엽인 인수라는 물로 태어났는데, 이 들에게 어울리는 색은 검정, 어두운 계열이라 두산의 팀 컬러와도 잘 맞고 물의 방위는 북쪽이라 아무래도 북쪽의 어두운 색 팀 컬러를 띈 두산 베어스가 사주명리학적으로는 더 어울릴거라 평가를 했다.

보이즈플래닛 2편 2종 - 보이즈플래닛 8회를 기준으로 상위권에 위치한 G그룹/K그룹 연습생들을 기준으로 분석한 것으로 보이며, 장하오, 제이창, 이회택(후이), 한유진, 석매튜, 성한빈, 케이타, 김태래의 각각 사주를 분석하였다. 재미있는 점은 장하오의 경우 교육대학교 출신에 교사 자격증이 있는 것으로 유명한데, 사주를 봤을 때 훗날 교육자의 길로 돌아갈 수 있는 사주이며 사주 상 예능적인 기질도 무시 못 할 정도로 좋다고 분석하여 아마도 훗날 아이돌 트레이너, 보컬 트레이너 등 엔터테이먼트와 관련된 교육자가 잘 어울릴 수 있을거라는 의견을 내세웠다. 연습생들의 사주를 분석했을 때, 전 편의 이다을 연습생만큼 좋지 않은 사주는 없었으며 본 편에서 분석한 연습생들 모두 아이돌, 연예인으로써 잘 풀릴 수 있는 사주라 말하였다.

퀸메이커 - 넷플릭스 오리지널 콘텐츠로 대한민국의 정치판을 묘사한 드라마이다. 김희애, 문소리, 류수영의 사주를 위주로 분석했다. 실제로 럭킹케이에 출연하는 가람풍수 선생님은 정치인들의 사주를 건너건너 봐주셨던 적이 있다고 말하였으며, 생각보다 정치계에서 활동하는 사람들은 사주를 넘어 신점과 같은 무속신앙에 의존하는 사람들이 꽤 있다고 의견을 밝혔다. 특히 김대중 전 대통령의 선친묘 이장을 예시로 들며 정치인들 본인 스스로가 사주나 신점과 같은 무속신앙에 발을 들이지 않더라도 주변 사람들이 본인을 위해 많은 노력을 할 것이라는 의견을 밝혔다. 김희애와 문소리의 경우 사주에서는 불의를 보면 참지 못하며 할 말도 다 해야 속이 시원한 성격이라 문소리의 경우에는 변호사나 기업과 싸우는 배역, 김희애의 경우에는 선생님이나 누군가를 가르치는 배역이 잘 맞을 것이라 예견하였다. 류수영의 경우 성품이 매우 올바르며 사주 상 정관이라는 관의 운을 타고나 정치를 한다하더라도 괜찮은 길을 걸을 것이라 분석하였다. 또한, 바른 길로 걸으려하며 본인 스스로 보수적인 성향이 강할 것이라 만약 정치를 한다하더라도 보수당에 들어가지 않을까라는 추측을 하였으나 이는 추측일 뿐 사실여부는 류수영 본인만이 알 것이다.